# Червоноокий Артем Олександрович
Артем Олександрович Червоноокий (1990, Кривий Ріг — 30 вересня 2023, біля с. Галицинівка, Донецька область) — український художник, військовослужбовець, старший солдат Збройних сил України, учасник російсько-української війни. Кавалер ордена «За мужність» III ступеня (2024, посмертно).

## Життєпис
Артем Червоноокий народився 1990 року в Кривому Розі. Проживав та навчався в с-щі Скалі-Подільській на Тернопільщині.
Під час повномасштабного російського вторгнення служив старшим навідником САУ. Загинув 30 вересня 2023 року біля с. Галицинівки на Донеччині.
Похований 5 жовтня 2023 року в Скалі-Подільській.
Залишилися дружина та син.

## Творчість
Був талановитим художником. Учасник мистецького об'єднання «Потік» та колективних виставок при Борщівському обласному краєзнавчому музеї, де нині зберігається одна з його картин.

## Нагороди
- орден «За мужність» III ступеня (7 березня 2024, посмертно) — за особисту мужність, виявлену у захисті державного суверенітету та територіальної цілісності України, самовіддане виконання військового обов'язку[1].